# Joseph Konrad Bundschuh
Joseph Konrad Bundschuh (* 19. Dezember 1989 in Plauen, DDR) ist ein deutscher Schauspieler. 

## Leben
Sein Vater ist der Schauspieler Jörg Bundschuh, seine jüngere Schwester Mathilde Bundschuh ist ebenfalls als Schauspielerin tätig. Er absolvierte seine Schauspielausbildung von 2011 bis 2015 an der Hochschule für Musik und Theater Rostock.

## Filmografie (Auswahl)
- 2001: Märchenhaftes Weihnachten
- 2005: Alles über Anna
- 2005: Atome (Kinofilm)
- 2007: R. I. S. – Die Sprache der Toten (Fernsehserie, Folge Nebenwirkungen)
- 2008: GSG 9 – Ihr Einsatz ist ihr Leben (Fernsehserie, Folge Todesspiel)
- 2008: Tatort – Todesstrafe
- 2008: Inga Lindström – Sommer in Norrsunda (Fernsehfilm)
- 2008: 1:0 für das Glück
- 2008: Rosa Roth – Der Fall des Jochen B. (Fernsehreihe)
- 2009: SOKO Leipzig (Fernsehserie, Folge Im Fokus)
- 2009: Der Tiger oder Was Frauen lieben!
- 2009: Ein Dorf schweigt
- 2009: Schließ die Augen und wach auf (Kurzfilm)
- 2009: Barfuß bis zum Hals
- 2009: Notruf Hafenkante (Fernsehserie, Folge Heimliche Liebe)
- 2009: Klinik am Alex (Fernsehserie, 2 Folgen)
- 2009: Der Kriminalist (Fernsehserie, 1 Folge)
- 2009: Empathie
- 2009: Der Gewaltfrieden
- 2010: Die Ausbildung
- 2010: In aller Freundschaft (Fernsehserie, Folge Kettenreaktion)
- 2010: SOKO Stuttgart (Fernsehserie, Folge Fatale Begabung)
- 2012: Little Thirteen
- 2013: SOKO Wismar (Fernsehserie, Folge Beste Freunde)
- 2013, 2022: SOKO Köln (Fernsehserie, 2 Folgen)
- 2013: Heldt (Fernsehserie, 1 Folge)
- 2015: Heil (Kinofilm)
- 2015: Großstadtrevier (Fernsehserie, Folge Der Anschlag)
- 2016: Looping
- 2018: Morden im Norden (Fernsehserie, Folge Jäger und Sammler)
- 2018: In aller Freundschaft – Die jungen Ärzte (Fernsehserie, Folge Was uns verbindet)
- 2020: Das Boot (Fernsehserie Staffel 2)
- 2021: Tatort: Das ist unser Haus
- 2021: In aller Freundschaft (Fernsehserie, Folge Unter Spannung)
- 2021: Tatort: Borowski und die Angst der weißen Männer
- 2021: Ku’damm 63
- 2022: Frühling – Alte Gespenster
- 2022: Frühling – Auf den Hund gekommen
- 2022: SOKO Leipzig (Fernsehserie, Folge Jesus lebt)
- 2023: Frühling – Das Geheimnis vom Rabenkopf
- 2024: Blutige Anfänger (Fernsehserie, Folge Blutlinie)
- 2024: In aller Freundschaft – Die jungen Ärzte (Fernsehserie, Folge Liebeswirren)
- 2024: Die Kanzlei (Fernsehserie, Folgen Nackte Tatsachen und Spätfolgen)
- 2025: Morden im Norden (Fernsehserie, Folge Auf kurze Distanz)

## Theater
- 2001: Störtebeker-Festspiele, Hamburg-Hanse-Henker
- 2013: Der Geizige